# Igor Rakočević
Igor Rakočević (in serbo Игор Ракочевић?; Belgrado, 29 marzo 1978) è un ex cestista serbo, professionista in Serbia, in Spagna e nella NBA.

## Carriera
È stato selezionato dai Minnesota Timberwolves al secondo giro del Draft NBA 2000 (51ª scelta assoluta).
Nel giugno del 2009 ha firmato un contratto con la squadra turca dell'Efes Pilsen di Istanbul. Nell'ottobre 2011 passa alla Mens Sana Siena.
Con la Jugoslavia ha disputato i Giochi olimpici di Sydney 2000, i Campionati europei del 2001 e i Campionati mondiali del 2002.
Con la Serbia e Montenegro ha disputato i Giochi olimpici di Atene 2004, i Campionati europei del 2005 e i Campionati mondiali del 2006.

## Statistiche

### NBA

#### Regular Season
| Anno      | Squadra            | PG | PT | MP  | TC%  | 3P%  | TL%  | RP  | AP  | PRP | SP  | PP  |
| --------- | ------------------ | -- | -- | --- | ---- | ---- | ---- | --- | --- | --- | --- | --- |
| 2002-2003 | Minnesota T'wolves | 42 | 0  | 5,8 | 37,9 | 41,7 | 80,6 | 0,4 | 0,8 | 0,1 | 0,0 | 1,9 |
| Carriera  | Carriera           | 42 | 0  | 5,8 | 37,9 | 41,7 | 80,6 | 0,4 | 0,8 | 0,1 | 0,0 | 1,9 |

### Eurolega
| Anno      | Squadra         | PG  | PT  | MP   | TC%  | 3P%  | TL%  | RP  | AP  | PRP | SP  | PP    |
| --------- | --------------- | --- | --- | ---- | ---- | ---- | ---- | --- | --- | --- | --- | ----- |
| 2000-2001 | Budućnost       | 11  | 10  | 29,8 | 41,7 | 22,2 | 65,3 | 2,7 | 1,8 | 1,4 | 0,0 | 12,9  |
| 2001-2002 | Budućnost       | 14  | 13  | 30,8 | 48,1 | 34,5 | 65,5 | 1,6 | 2,1 | 1,3 | 0,0 | 17,7  |
| 2005-2006 | Real Madrid     | 20  | 9   | 27,2 | 44,3 | 40,2 | 89,3 | 2,9 | 3,0 | 0,8 | 0,0 | 14,8  |
| 2006-2007 | Saski Baskonia  | 22  | 20  | 27,3 | 49,2 | 47,5 | 84,3 | 2,4 | 1,7 | 1,4 | 0,1 | 16,2* |
| 2007-2008 | Saski Baskonia  | 22  | 22  | 27,7 | 46,5 | 39,6 | 83,7 | 2,3 | 1,7 | 0,7 | 0,0 | 14,9  |
| 2008-2009 | Saski Baskonia  | 21  | 21  | 26,5 | 46,0 | 39,8 | 89,5 | 2,3 | 2,0 | 0,8 | 0,0 | 18,0* |
| 2009-2010 | Anadolu Efes    | 16  | 5   | 21,0 | 35,3 | 28,6 | 83,3 | 1,7 | 2,3 | 0,4 | 0,0 | 10,0  |
| 2010-2011 | Anadolu Efes    | 14  | 14  | 29,9 | 45,7 | 43,5 | 87,7 | 2,3 | 1,7 | 0,7 | 0,0 | 17,2* |
| 2011-2012 | Mens Sana Siena | 19  | 5   | 19,6 | 39,9 | 25,6 | 78,0 | 1,9 | 1,6 | 0,3 | 0,1 | 9,4   |
| Carriera  | Carriera        | 159 | 119 | 26,4 | 44,9 | 38,4 | 81,6 | 2,3 | 2,0 | 0,8 | 0,0 | 14,6  |

## Palmarès

### Club
- YUBA liga: 2

Stella Rossa Belgrado: 1997-98
Budućnost: 2000-01
- Campionato spagnolo: 1

Saski Baskonia Vitoria: 2007-08
- Campionato italiano: 1 (revocato)

Mens Sana Siena: 2011-12
- Coppa di Jugoslavia: 1

Budućnost Podgorica: 2001
- Coppa di Serbia e Montenegro: 1

Stella Rossa Belgrado: 2004
- Copa del Rey: 1

Saski Baskonia: 2009
- Coppa Italia: 1 (revocato)

Mens Sana Siena: 2012
- Coppa di Serbia: 1

Stella Rossa Belgrado: 2013
- Supercoppa spagnola: 3

Saski Baskonia Vitoria: 2006, 2007, 2008
- Coppa del Presidente: 2

Efes Pilsen Istanbul: 2009, 2010

### Nazionale
- Europei:

 Turchia 2001
- Mondiali:

 Stati Uniti 2002

### Individuale
- Alphonso Ford Trophy: 3 (record)

Saski Baskonia Vitoria: 2006-07, 2008-09
Efes Pilsen: 2010-11
- All-Euroleague First Team: 1

Saski Baskonia: 2008-09
- All-Euroleague Second Team: 1

Saski Baskonia: 2006-07